# Le Poisson d'or
Pour plus de détails, voir Fiche technique et Distribution.
Le Poisson d'or (O zlaté rybce) est un court métrage d'animation tchèque réalisé par Jiří Trnka, sorti en 1951.

## Synopsis
Le poisson (enchanté) qu'il vient d'attraper propose à un vieil homme d'exaucer tous ses vœux en échange de sa liberté.

## Fiche technique
- Titre : Le Poisson d'or
- Titre alternatif : Le Petit Poisson d'or
- Titre original : O zlaté rybce
- Réalisation : Jiří Trnka
- Scénario : Jiří Trnka et Jan Werich d'après le conte en vers d'Alexandre Pouchkine Le Conte du Pêcheur et du Petit Poisson
- Musique : Václav Trojan
- Production :
- Pays d'origine : Tchécoslovaquie
- Technique : montage d'images statiques
- Genre : film d'animation
- Couleur :
- Durée : 15 minutes
- Date de sortie : 1951

## Distribution
- Narrateur : Jan Werich qui a également collaboré au scénario.